# Jaidate
Jaidate (franska: Jaidate (CR), Jaidate (Commune Rurale), arabiska: بوروس) är en kommun i Marocko.   Den ligger i provinsen Rehamna och regionen Marrakech-Safi, 270 km söder om huvudstaden Rabat. Antalet invånare är 10 972.